# Armodorum calcarata
Armodorum calcarata är en orkidéart som först beskrevs av Richard Eric Holttum, och fick sitt nu gällande namn av Kiat Wee Tan. Armodorum calcarata ingår i släktet Armodorum och familjen orkidéer. Inga underarter finns listade i Catalogue of Life.